# Яструб сірочеревий
Яструб сірочеревий (Accipiter poliogaster) — хижий птах роду яструбів родини яструбових ряду яструбоподібних. Мешкає в Південній Америці.

## Опис
Довжина птаха становить 38–51 см, розмах крил 69–84 см. Виду притаманний статевий диморфізм, самки помітно більші за самців.
Верхня частина тіла чорна або темно-сіра, горло і живіт білі або світло-сірі. Верхня частина голови чорна, а нижня біла або сіра, таким чином створюючи вигляд напівмаски. У самців верхня частина голови темніша за решту тіла, у самок голова, спина і крила рівномірного темного кольору. Хвіст чорний або темно-сірий з трьома горизонтальними світло-сірими смугами й вузькою білою смугою на кінчику хвоста.
Середня тривалість життя оцінюється в 7,2 року.

## Поширення й екологія
Сірочеревий яструб мешкає у тропічних лісах Південної Америки на висоті 250–500 м над рівнем моря. Його ареал включає Північну і Східну Колумбію, Південну Венесуелу, Гаяну і Французьку Гвіану, Суринам, схід Еквадору, Центральне і Східне Перу, Амазонську Бразилію, Північну Болівію, Східний Парагвай і північний схід Аргентини. Крім тропічних лісів, цей вид яструбів трапляється також у прибережних лісах, інших густих лісових масивах, зокрема у вторинних лісах. Незважаючи на широкий ареал, це досить рідкісний птах, що мешкає локальними популяціями.

## Раціон
Раціон сірочеревого яструба здебільшого складається з птахів, зокрема з горобцеподібних і тинамових. Однак він може полювати й на ссавців.

## Збереження
МСОП з 2012 року вважає стан цього виду близьким до загрозливого. Основну небезпеку становить знищення природних середовищ проживання птахів, зокрема вирубування лісів Амазонії.